# Glenn Cowan
Glenn L. Cowan (25 de agosto de 1952-6 de abril de 2004) fue un jugador de tenis de mesa estadounidense. Junto a Zhuang Zedong protagonizaron el acontecimiento conocido como la Diplomacia del ping-pong que en 1971 hicieron posible el inicio de las relaciones diplomáticas entre China y Estados Unidos.
En 2004 fue hospitalizado por un tratamiento psiquiátrico y se sometió a una cirugía de baipás coronario. Durante la cirugía entró en un estado de coma y murió de un ataque al corazón.

## Trayectoria deportiva internacional
Disputó los campeonatos mundiales de tenis de mesa de 1969 en Munich, República Federal Alemana y 1971 en Nagoya, Japón.

En agosto de 1971, el equipo de tenis de mesa americano estuvo en el Campeonato Mundial en Japón. El equipo de la República de China también estuvo allí. El campeonato tuvo lugar durante la Guerra Fría, por lo que ni los americanos ni los chinos se dirigieron la palabra.
A Glenn Cowan no le gustó la situación, por lo que un día invitó a jugar a un jugador chino, y jugaron durante 15 minutos. Por esta razón, Glenn perdió el autobús que le llevaba de vuelta al hotel, pero uno de los jugadores del equipo contrario le invitó a subirse al autobús del equipo de China.
Zhuang Zedong se acercó a Glenn y le dio una bufanda como muestra de amistad entre el equipo de China y el equipo de América. Glenn quería ofrecerle algo al respecto, pero no llevaba nada.
Cuando volvieron al hotel, un montón de reporteros se sorprendieron de ver a un jugador de China y un jugador de América juntos. Glenn le compró después una camiseta con una bandera de la paz.
A partir de entonces, en el mismo año el equipo de América recibió una invitación para visitar China, y en febrero de 1972, Richard Nixon fue a China para realizar una visita histórica.